# 梅原末治
梅原 末治（うめはら すえじ、1893年8月13日 - 1983年2月19日）は、日本の東洋考古学者。京都大学名誉教授。東洋考古学の基礎を築いた。文学博士（京都帝国大学・1939年）（学位論文「支那青銅器時代の研究」）。

## 略歴
大阪府南河内郡古市村（現：羽曳野市）に生まれる。1913年同志社普通学校（現：同志社中学校・高等学校）卒業。1914年京都帝国大学文科大学陳列館助手。1921年朝鮮総督府古跡調査委員。1929年、東方文化学院京都研究所（現：京都大学人文科学研究所）所員、京都帝国大学文学部講師。1933年6月、同助教授（考古学講座）。1939年「支那青銅器時代の研究」で京都大学より文学博士の学位を取得、同教授（考古学講座）。
1948年7月、京都大学評議員（- 同年11月）、1956年8月、京都大学名誉教授。

## 人物
病弱のため大学進学は叶わなかった。日本で初めて京大に考古学教室を開いたことで知られる濱田耕作に師事し、多年にわたり日本ばかりでなく朝鮮、中国にて考古学の研究に従事し、功績を残した。型式学的研究法の確立で日本考古学に貢献した。
個性的な性格のため、多くの同年代の考古学者（末永雅雄、小林行雄など多数）との確執を生んだ。　
息子の梅原郁も考古学者で、京都大学名誉教授（人文科学研究所、東洋史、宋代官僚制・司法制度研究で、2010年日本学士院賞受賞）。
- 『東方学回想 Ⅵ 学問の思い出〈2〉』東方学会編、刀水書房、2000年。座談会での回想が収録
- 『考古学京都学派』角田文衛編、雄山閣出版、増補1997年。第3部に梅原末治論

## 受賞歴
- 1963年 - 1962年度朝日賞[1]
- 1963年 - 文化功労者[1]
- 従三位勲二等旭日重光章

## 著書
- 「弥生土器形式分類聚成図録」（『京都帝国大学文学部考古学研究報告3』、1919年度）最初の図録を作成。
- 『鑑鏡の研究』大岡山書店 1925
- 『銅鐸の研究』大岡山書店 1927。木耳社 1985
- 『欧米に於ける支那古鏡』刀江書院 1931
- 『漢三国六朝紀年鏡集録』岡書院 1931
- 『古代北方系文物の研究 明斯教授頌寿記念』星野書店 1938。新時代社 1971
- 『支那考古学論攷』弘文堂 1938
- 『紹興古鏡聚英』桑名文星堂 1939。同朋舎出版 1984
- 『日本考古学論攷』弘文堂書房、1940
- 『河南安陽遺物の研究』桑名文星堂 1941 同朋舎出版 1984
- 『漢三国六朝紀年鏡図説』桑名文星堂 1943 京都帝国大学文学部考古学資料叢刊・同朋舎出版 1984
- 『支那漢代紀年銘漆器図説』桑名文星堂 1943 京都帝国大学文学部考古学資料叢刊・同朋舎出版 1984
- 『東亜考古学論攷』第1 星野書店 1944
- 『唐鏡大観』美術書院 1945 京都帝国大学文学部考古学資料叢刊・同朋舎出版 1984
- 『朝鮮古代の文化』高桐書院 1946。国書刊行会 1972
- 『東亜の古代文化』養徳社 1946
- 『朝鮮古代の墓制』座右宝刊行会 1947。国書刊行会 1972
- 『東亜考古学概観』星野書店 1947
- 『日本の古墳墓』養徳社 1947
- 『支那古玉図録』桑名文星堂 1955 京都帝国大学文学部考古学資料叢刊・同朋舎出版 1984
- 『殷墓発見木器印影図録』便利堂 1959
- 『日本蒐儲支那古銅精華』第1-6編 山中商会 1959-1964
- 『殷墟』朝日新聞社 1965
- 『日本古玉器雑攷』吉川弘文館、1971
- 『考古学六十年』平凡社 1973
- 『殷墟出土白色土器の研究』同朋舎出版 1984
- 『河南安陽遺宝』同朋舎出版 1984
- 『漢以前の古鏡の研究』同朋舎出版 1984
- 『古銅器形態の考古学的研究』同朋舎出版 1984
- 『戦国式銅器の研究』同朋舎出版 1984
- 『柉禁の考古学的考察』同朋舎出版 1984
- 『洛陽金村古墓聚英』同朋舎出版 1984

### 共編著
- 『朝鮮古文化綜鑑』第1-4巻 藤田亮策共編著 養徳社 1947-1966
- 『通溝 満州国通化省輯安県高句麗遺蹟』池内宏共著 国書刊行会 1973、2冊組
- 編『慶州金鈴塚飾履塚 大正13年度古蹟調査報告』図書刊行会 1973、復刻版